# Código de Processo Civil alemão
O Código de Processo Civil alemão (em alemão:  Zivilprozessordnung), conhecido pelo acrônimo  (ZPO) é uma lei que  regulamenta o processo judicial civil na República Federal da Alemanha e que foi promulgada em 1877, tendo entrado em vigor em 1879.

## Influência do direito liberal francês
Durante o século XIX uma série de países sofreu a influência das codificações francesas, especialmente no âmbito do Direito Civil e Processual Civil. A maioria das nações da Europa havia se distanciado do direito comum pela utilização do Code de Procédure francês como base para seus diplomas.
Apesar dos alemães possuírem uma tradição de codificação de seu direito, antes mesmo da unificação alemã em um Estado-Nação, como foi o caso do Codex Iuris Bavarici Iudiciarii (Código Judiciário Bávaro), "promulgado" em 1751 pelo Reino da Baviera, e do Corpus Juris Fridericianum (Código de Frederico), "promulgado" por Frederico II em 1781 pelo Reino da Prússia, sem citar o jurista Anton Friedrich Justus Thibaut, ardoroso defensor de uma codificação nacional alemã, será significativa a mudança de mentalidade ocorrida durante o século XIX por meio da influência francesa.
Fruto dessa inspiração, o Código de Processo Civil alemão de 1877 trazia consigo a ideologia do liberalismo, bem como a opção pelo processo de cunho privatístico. O legislador alemão, quando da elaboração de sua legislação processual, tinha dois modelos institucionais de processo nos quais poderia se inspirar: o processo autoritário prussiano e o processo liberal francês.

## O ZPO na atualidade
O ZPO é um código que passou por diversas alterações legislativas, visto que ele sobreviveu a diversos regimes políticos: o Reino da Prússia; o II Reich Imperial; a República de Weimar; o III Reich Nazista; e a República Federal da Alemanha do pós-guerra.
O atual Código de Processo Civil alemão é dividido em 11 livros:
1- Disposições gerais;
2- Procedimentos na primeira instância;
3- Recursos;
4- Wiederaufnahme des Verfahrens;
5- Urkunden- und Wechselprozess;
6- Questões de família;
7- O Mahnverfahren;
8- Zwangsvollstreckung;
9- O Aufkebotsverfahren;
10- Arbitragem;
11- Cooperação em questões judiciais na União Europeia.